# Jeřišno - Heřmaň
Jeřišno - Heřmaň este o arie protejată (arie specială de conservare — SAC, sit de importanță comunitară — SCI) din Republica Cehă întinsă pe o suprafață de 0,04 ha, integral pe uscat.

## Localizare
Centrul sitului Jeřišno - Heřmaň este situat la coordonatele 49°47′15″N 15°38′33″E / 49.7875°N 15.6425°E.

## Înființare
Situl Jeřišno - Heřmaň a fost declarat sit de importanță comunitară în aprilie 2005 pentru a proteja 1 specie de animale. Situl a fost protejat și ca arie specială de conservare în iulie 2012.

## Biodiversitate
Situată în ecoregiunea continentală, aria protejată nu include niciun habitat protejat.
La baza desemnării sitului se află o specie protejată de  mamifere: liliac comun (Myotis myotis).